# Метт Ґейц
Метью Луїс Ґейц II (народився 7 травня 1982 рок, Голлівуд) — американський політик, член Республіканської партії.

## Політична діяльність
З 2010 по 2016 рік він обіймав посаду в Палаті представників штату Флорида. З 3 січня 2017 року він представник 1-го виборчого округу у штаті Флорида в Палаті представників США.

## Політика щодо України
9 лютого 2023 Метт Ґейц вніс до Палати Представників США законопроєкт про припинення військової і фінансової допомоги США Україні
20 квітня 2023 року Метт Ґейц разом з 18 іншими представниками республіканської партії США підписав листа президенту США Джо Байдену, в якому зазначається що «необмежена допомога Україні Сполученими Штатами Америки має бути припинена», і що ті, хто підписав листа, «рішуче виступатимуть проти всіх майбутніх пакетів допомоги, якщо ці пакети допомоги не будуть пов'язані зі прозорою дипломатичною стратегією довести цю війну до швидкого завершення».

## Участь у команді Трампа—2024
В середині листопада 2024 з'явилась інформація про розгляд кандидатури Ґейца на посаду Генерального прокурора США.
21 листопада відкликав свою кандидатуру на посаду Генерального прокурора США через звинувачення в сексуальному домаганні та вживанні наркотиків.